# Walking on a Dream
Walking on a Dream es el álbum debut del dúo australiano de música electrónica Empire of the Sun, lanzado el 3 de octubre de 2008 por Capitol Records. El álbum fue producido por los miembros de la banda Luke Steele y Nick Littlemore, junto con Peter Mayes y Donnie Sloan.
El álbum recibió once nominaciones a los ARIA Music Awards de 2009, incluyendo "Álbum del Año". Una edición especial del álbum, que contiene un disco extra con remixes, lados B y temas inéditos, fue lanzado el 20 de noviembre de 2009.

## Lista de canciones
| N.º | Título                      | Escritor(es)                              | Duración |  |
| 1.  | «Standing on the Shore»     | Luke Steele, Nick Littlemore, Peter Mayes | 4:23     |  |
| 2.  | «Walking on a Dream»        | Steele, Littlemore, Jonathan Sloan        | 3:16     |  |
| 3.  | «Half Mast (Slight Return)» | Steele, Littlemore, Sloan, Mayes          | 3:54     |  |
| 4.  | «We Are the People»         | Steele, Littlemore, Sloan                 | 4:27     |  |
| 5.  | «Delta Bay»                 | Steele, Littlemore, Mayes                 | 3:12     |  |
| 6.  | «Country»                   | Littlemore                                | 5:04     |  |
| 7.  | «The World»                 | Steele, Littlemore, Mayes                 | 4:36     |  |
| 8.  | «Swordfish Hotkiss Night»   | Steele, Littlemore, Mayes                 | 3:55     |  |
| 9.  | «Tiger by My Side»          | Steele, Littlemore, Mayes                 | 5:47     |  |
| 10. | «Without You»               | Steele, Littlemore, Sloan                 | 5:00     |  |

| iTunes bonus track |             |                           |          |  |
| N.º                | Título      | Escritor(es)              | Duración |  |
| 11.                | «Breakdown» | Steele, Littlemore, Mayes | 2:37     |  |

| Bonus tracks para Japón |                                                     |                               |          |  |
| N.º                     | Título                                              | Escritor(es)                  | Duración |  |
| 11.                     | «Romance to Me»                                     | Littlemore                    | 3:25     |  |
| 12.                     | «Walking on a Dream» (Van She Tech Remix)           | Steele, Littlemore, Sloan     | 3:47     |  |
| 13.                     | «We Are the People» (The Shapeshifters Vocal Remix) | Steele, Littlemore, Sloan     | 4:16     |  |
| 14.                     | «Walking on a Dream» (Video)                        | Video dirigido por Josh Logue | 3:19     |  |

| Edición especial con disco bonus |                                                     |                           |          |  |
| N.º                              | Título                                              | Escritor(es)              | Duración |  |
| 1.                               | «Breakdown»                                         | Steele, Littlemore, Mayes | 2:40     |  |
| 2.                               | «Romance to Me»                                     | Littlemore                | 3:26     |  |
| 3.                               | «Walking on a Dream» (Sam La More 12" Remix)        | Steele, Littlemore, Sloan | 7:52     |  |
| 4.                               | «Standing on the Shore» (Losers Remix)              | Steele, Littlemore, Mayes | 6:39     |  |
| 5.                               | «We Are the People» (The Shapeshifters Vocal Remix) | Steele, Littlemore, Sloan | 8:17     |  |
| 6.                               | «Without You» (New Version)                         | Steele, Littlemore, Sloan | 3:32     |  |
| 7.                               | «Swordfish Hotkiss Night» (Eron Mezza Remix)        | Steele, Littlemore, Mayes | 2:22     |  |
| 8.                               | «Standing on the Shore» (Hey Today! Remix)          | Steele, Littlemore, Mayes | 4:46     |  |
| 9.                               | «Walking on a Dream» (Ben Watt Remix)               | Steele, Littlemore, Sloan | 7:28     |  |
| 10.                              | «We Are the People» (Shazam Remix)                  | Steele, Littlemore, Mayes | 5:44     |  |
| 11.                              | «Girl»                                              | Littlemore                | 3:58     |  |
| 12.                              | «Etude»                                             | Littlemore                | 2:27     |  |

## Posicionamiento en listas y certificaciones
| Lista (2009–11)                 | Mejor posición |
| ------------------------------- | -------------- |
| Australian Albums Chart         | 6              |
| Austrian Albums Chart           | 22             |
| Belgian Albums Chart (Flanders) | 27             |
| Belgian Albums Chart (Wallonia) | 37             |
| Dutch Albums Chart              | 70             |
| European Top 100 Albums         | 62             |
| French Albums Chart             | 60             |
| German Albums Chart             | 31             |
| Irish Albums Chart              | 17             |
| Italian Albums Chart            | 27             |
| New Zealand Albums Chart        | 37             |
| Swiss Albums Chart              | 15             |
| UK Albums Chart                 | 19             |
| US Heatseekers Albums           | 25             |

| País        | Organismo certificador | Certificación | Ref.   |
| ----------- | ---------------------- | ------------- | ------ |
| Alemania    | BVMI                   | Oro           | [ 19 ] |
| Australia   | ARIA                   | 2× Platino    | [ 20 ] |
| Irlanda     | IRMA                   | Oro           | [ 21 ] |
| Reino Unido | BPI                    | Oro           | [ 22 ] |